# Свети Спиридон (Дион)
„Свети Спиридон“ (на гръцки: Αγίου Σπυρίδωνος) е православна църква в село Дион (Малатрия), Егейска Македония, Гърция, част от Китроската, Катеринска и Платамонска епархия. Църквата е строена във втората половина на XIX век. В архитектурно отношение представлява трикорабна базилика със скатен покрив и ниско светилище. В югозападната част на църквата е добавена нова висока камбанария, а по протежение на западната стена трем. Вътре в църквата е запазен забележителен неокласически иконостас с централен корниз и фронтон, колони и изваяни розетки, който носи датата 1863, както и женска църква. Повечето от иконите са от XIX век, като някои са дело на зографи от Кулакийската художествена школа, датиращи от 1863 година. В 1999 година храмът е обявен за защитен паметник на културата.